# CASA C-295 AEW
Le CASA C-295 AEW est un avion de détection et commandement développé par Airbus Military et Israel Aerospace Industries (IAI).

## Description
Il se base sur l'avion de transport militaire CASA C-295 et incorpore un radar tridimensionnel à balayage électronique de quatrième génération IAI/ELTA (en) Active Electronically Scanned Array (AESA). Celui-ci est placé au-dessus du fuselage de l'avion et a un diamètre de 6 mètres,.

## Historique

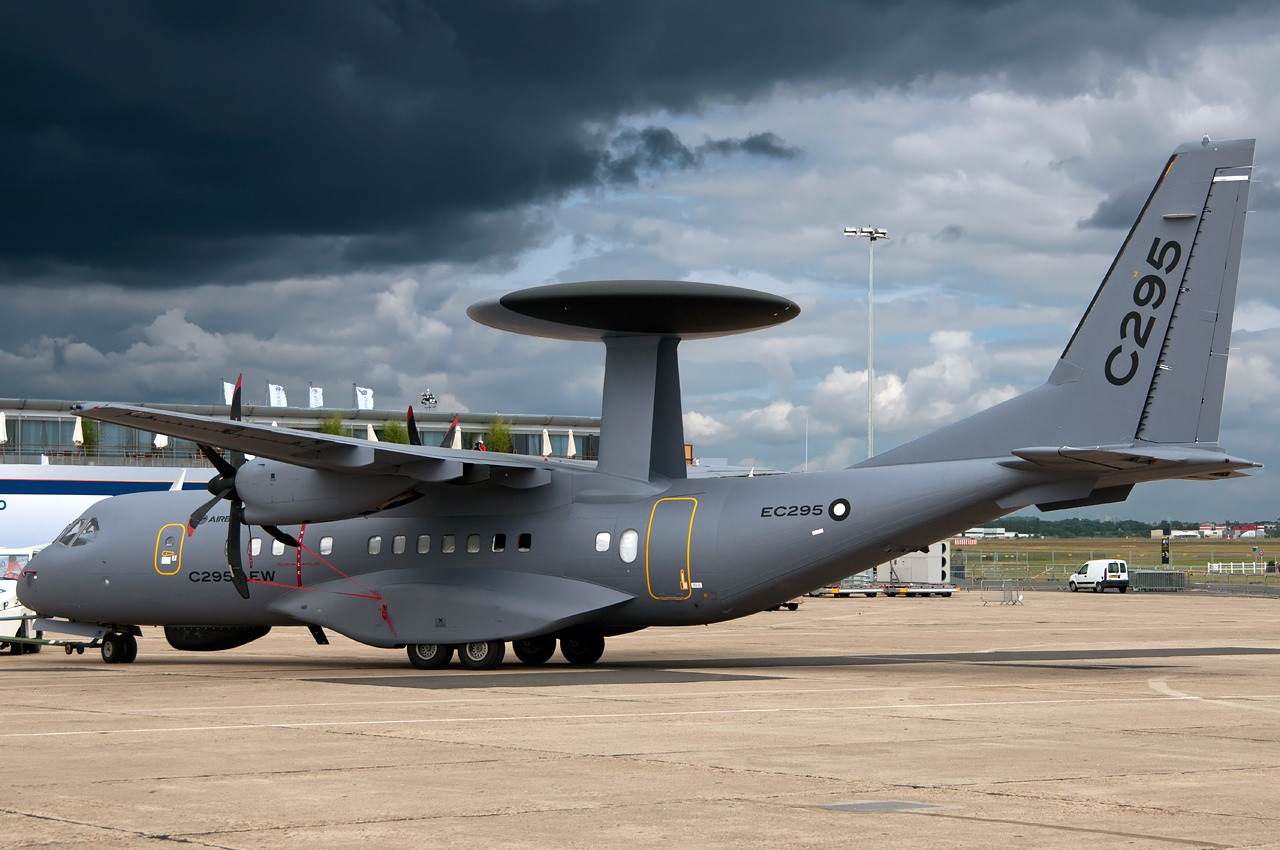
Vue latérale du C-295 AEW au Salon international de l'aéronautique et de l'espace de Paris-Le Bourget, 2011.

En septembre 2008, la société Suédoise Saab a présenté un projet dans lequel elle offrait la possibilité d'installer son radar d'alerte avancée et contrôle aéroporté appelé Erieye, qui consiste d'un radar offrant une couverture à 360 degrés avec une portée d'instrument de 450 km, ou 350 km dans le cas d'environnements de guerre électronique hostiles. Ce système a déjà été installé dans des avions similaires tels que les turbopropulseurs suédois Saab 340 et Saab 2000, ou le jet engine brésilien Embraer R-99.
L'entreprise a alors indiqué qu'elle évaluerait l'éventuel démarrage du système, en fonction de l'intérêt des clients potentiels, dont la Pologne. Après avoir passé la phase de faisabilité, en Juin 2011, le démonstrateur de cette version a commencé les vols d'essai, bien qu'à la fin il n'emportera pas le système Saab, mais un radar actif à balayage électronique (AESA) EL/M-2075 Phalcon fabriqué par ELTA (une filiale de Israel Aerospace Industries, IAI),.

## Conception et développement
Une fois les études de faisabilité réalisées, dans lesquelles le rotodome (grand radar rotatif (6 mètres de diamètre) situé sur le fuselage) a été intégré dans un modèle de démonstration, les modifications nécessaires ont été apportées à ses systèmes et ont fait l'objet de Essais de soufflerie, le 7 juin 2011 il a débuté ses vols d'essai, qui dureront environ trois mois, cette nouvelle version du C-295, dédiée au alerte précoce et contrôle aéroportés (AEW&C),. Développé et commercialisé conjointement avec Israel Aerospace Industries (IAI), il embarquera un radar actif à balayage électronique EL/M-2075 Machine à rotation rapide Phalcon de quatrième génération fabriquée par la filiale de cette dernière ELTA Systems, qui intègre également un système friend-foe identifier (IFF). Il peut également transporter des équipements intelligence électronique (ELINT), intelligence des communications (COMINT), des systèmes d'autoprotection, des équipements

## Spécifications
- longueur= 24,45 m
- diamètre du rotor=
- portée= 25,81 m
- hauteur= 8.66m
- surface alaire= 59 m²
- Masse chargé= 20 700 kg
- Masse maximale= 23 200 kg
- moteurs = 2
- modèle de moteur= Pratt & Whitney Canada PW127G
- type de moteur= turbopropulseurs
- puissance= 2681 CV (1972 kW)
- type d'hélice= Hamilton Standard 568F-5 6 pales
- hélices par moteur= 1
- Capacité de carburant: 7650 litres.
- vnexceed= 576 km/h
- vitesse de croisière= 480 km/h
- autonomie= 2150 km
- autonomie du ferry= 5220 km
- plafond de service= 7620 m
- plafond de service plus= (25 000 pieds)

## Avions similaires
- Union soviétique : Antonov An-71
- Brésil : Embraer R-99A
- États-Unis : Grumman E-2 Hawkeye
- États-Unis : Boeing 737 AEW&C
- États-Unis : Boeing E-767
- États-Unis : E-3 Sentry
- Suède : Saab 340 Erieye
- Suède : Saab 2000 Erieye

## Galerie

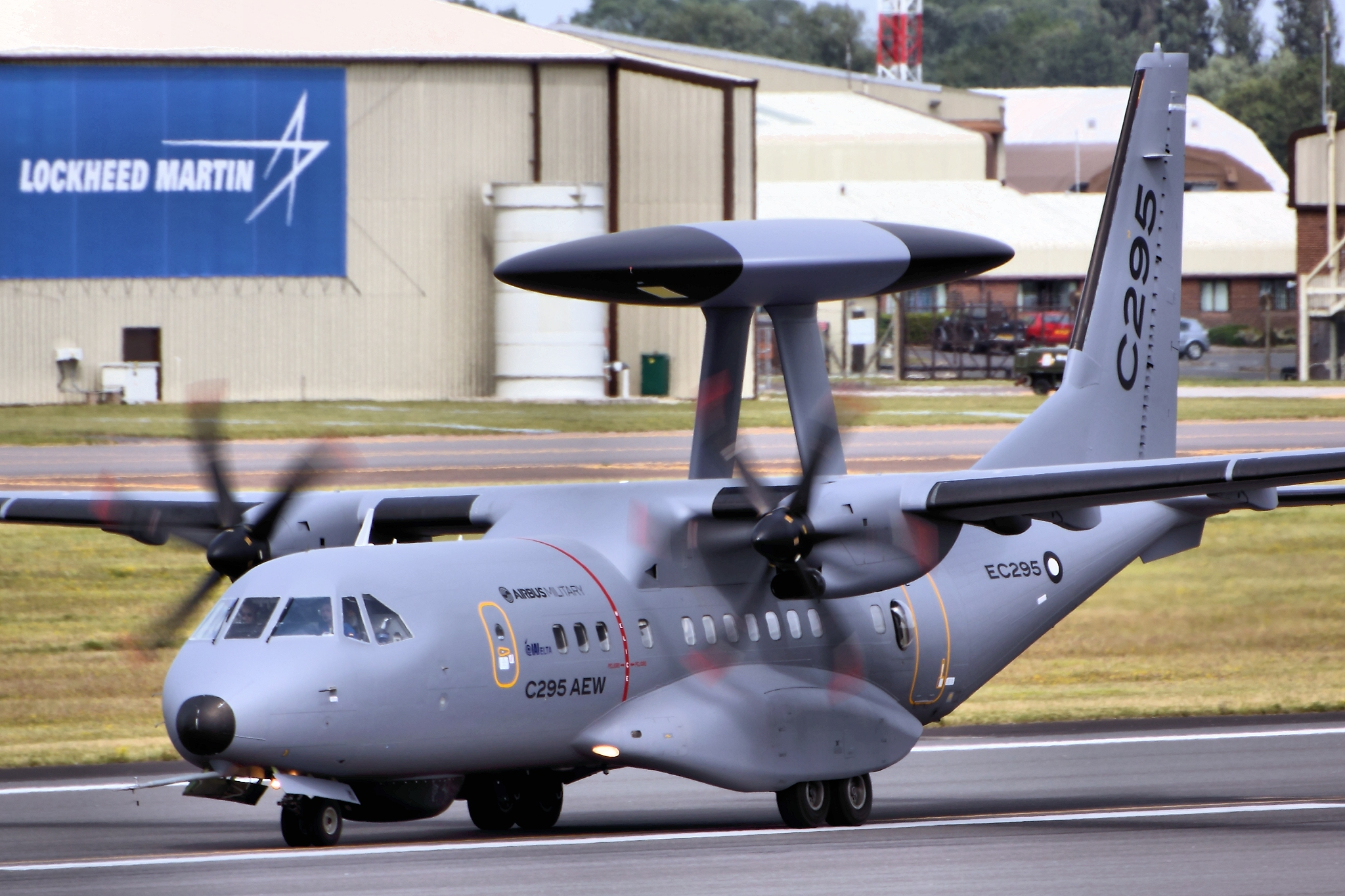
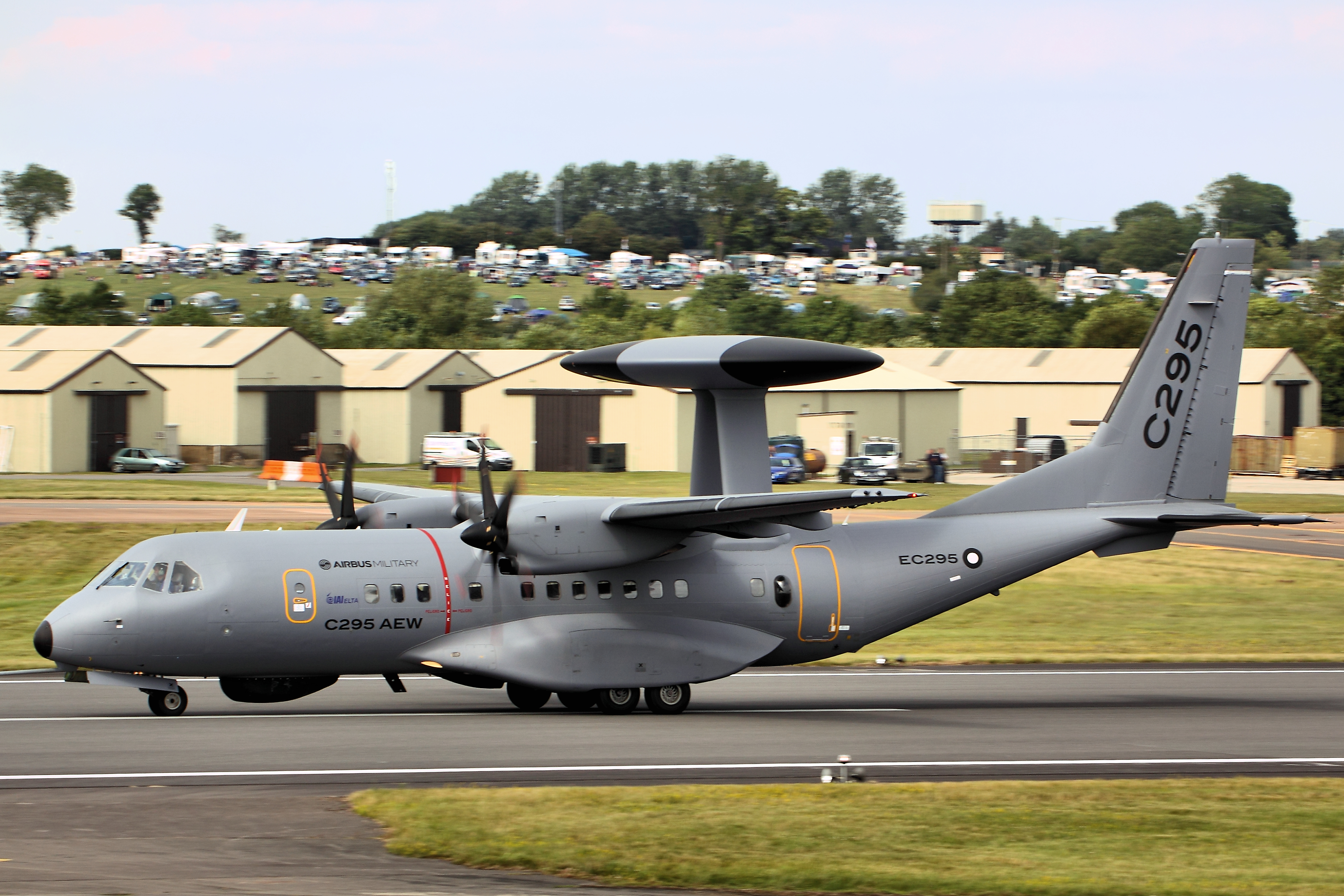
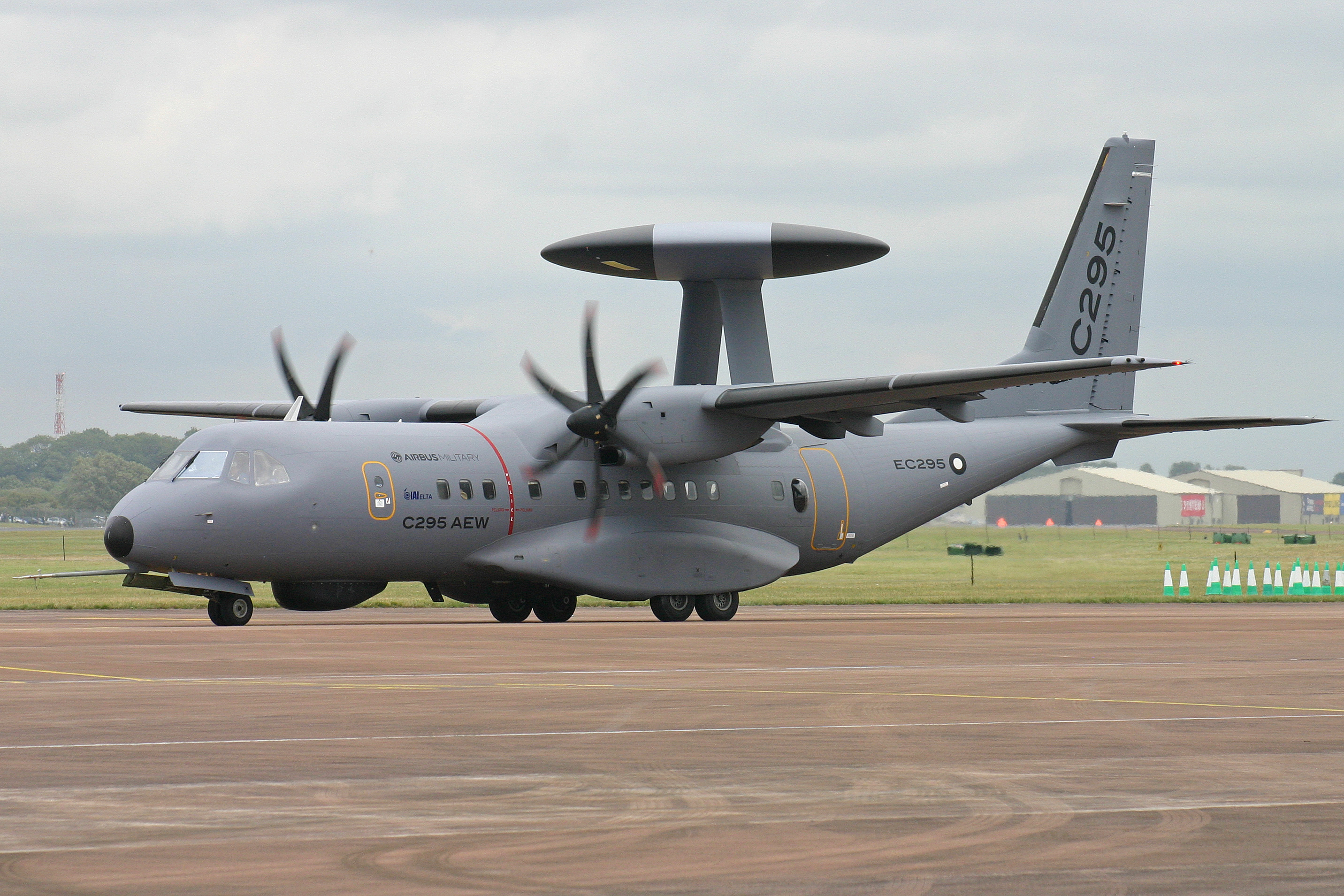